# Zodiak Kids
Pour les articles homonymes, voir Marathon.
 (octobre 2014).
Si vous disposez d'ouvrages ou d'articles de référence ou si vous connaissez des sites web de qualité traitant du thème abordé ici, merci de compléter l'article en donnant les références utiles à sa vérifiabilité et en les liant à la section « Notes et références ».
 (septembre 2023).
Banijay Kids & Family France est une entreprise française de production audiovisuelle. L'entreprise Zodiak Kids & Family et Marathon Média s'est renommée Zodiak Kids en 2013 après le rachat du groupe par Zodiak Media en 2007.

Depuis la fusion de Zodiak Media avec Banijay Group le 12 décembre 2015, l'entreprise est gérée par le groupe Banijay. Depuis Zodiak Kids a rajouté à son catalogue ses productions et Télé Images Productions (Groupe Marathon).

## Présentation

### Identité visuelle (logo)
La société a eu plusieurs logos. Le premier logo historique était gris souligné en bleu. Le deuxième fut la marque marathon encadré tout en rouge sur fond blanc de 2001 à 2006. Le troisième de 2006 à 2013, la marque passe de rouge en blanc, le rectangle disparaît pour laisser place à un trapèze rouge. Le quatrième de 2012 à 2019, le logo Zodiak Kids apparaît en blanc sur un rectangle rouge arrondi. l'actuel logo depuis 2020 au nom rouge avec une fusée en dessous où l'on aperçoit A Banijay Company depuis 2020.

Logo de Marathon De 2001 à 2006.
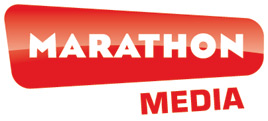
Logo de Marathon Média de 2006 à 2012.
Logo de Zodiak Kids de 2012 à 2016.
Logo de Zodiak Kids de 2016 à 2020.
Logo de Zodiak Kids de 2020 à 2022.
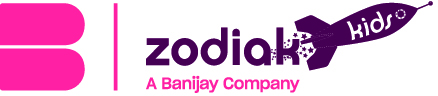
Logo de Zodiak Kids de 2022 à 2024

## Filmographie

### Séries télévisées d'animation
- 1995 : La Bande à Mozart
- 1996 : Samba et Leuk le lièvre
- 1997 : Le Monde secret du Père Noël
- 1998 : Mythologies : les gardiens de la légende
- 2000 : Marsupilami
- 2001 : Totally Spies!
- 2002 : L'Odyssée
- 2003 : Martin Mystère
- 2003 : Mission Pirates
- 2004 : Atomic Betty (Saison 3)
- 2004-2014 : Bienvenue à Lazy Town
- 2005 : Foot 2 Rue
- 2006 : Team Galaxy, le collège de l'espace
- 2007 : Monster Buster Club
- 2008 : Le Club des Cinq : Nouvelles Enquêtes
- 2008 : Gormiti, Les seigneurs invincibles de la nature !
- 2009 : SpieZ ! Nouvelle Génération (The Amazing Spiez)
- 2009 : Sally Bollywood
- 2011 : Baskup - Tony Parker
- 2011 : Rekkit
- 2011 : Redakai
- 2012 : Le Ranch
- 2014 : Foot 2 rue Extrême
- 2014 : LoliRock
- 2014 : Zack & Quack
- 2015 : Objectif Blake !
- 2016 : Les Floogals (Floogals)
- 2017 : Magiki
- 2018 : Cry Babies Magic Tears
- 2018 : Lily Buds
- 2019 : Cry Babies Magic Tears (Saison 2)
- 2020 : Cry Babies Magic Tears (Saison 3)
- 2021 : L'incroyable Yellow Yeti
- 2021 : Shasha and Milo
- 2022 : Foot 2 Rue (Saison 4)
- 2024 : Totally Spies (Saison 7)

### Séries télévisées
- 1992-1995 : Les Intrépides
- 1993-1999 : Extrême limite
- 1996 : Des filles dans le vent
- 1996-1997 : Nos plus belles vacances
- 1996-2008 : Sous le soleil
- 1999 : 25 Degrés Sud
- 2002 : 72 Heures
- 2004-2006 : Léa Parker
- 2004-2006 : 15/A
- 2005 : Dolmen
- 2013-2014 : Sous le soleil de Saint-Tropez